# InuYasha – The Castle Beyond the Looking Glass
InuYasha – The Castle Beyond the Looking Glass (jap. 犬夜叉　鏡の中の夢幻城, Inuyasha: Kagami no Naka no Mugenjō, dt. „Inuyasha: Das Illusionsschloss inmitten des Spiegels“) ist ein Anime-Film aus dem Jahr 2002. Es handelt sich um den zweiten von vier Filmen zur Anime-Fernsehserie Inu Yasha, die auf einer Manga-Serie von Rumiko Takahashi basiert. Das Animationsstudio Sunrise produzierte den Film.

## Handlung
Der Film beginnt damit, dass es Inu Yasha, Kagome, Sango, Miroku und Shippō gelingt, den Hanyō Naraku zu besiegen. In seinem Tod liegt kein Zweifel, da Mirokus „Kazaana“ (Windloch) verschwunden ist und Kaguras Herz in ihren Körper zurückgekehrt ist. Daraufhin machen sich Inu Yasha und Kagome auf die Suche nach den restlichen Splittern des Juwels der vier Seelen. Miroku kehrt zu seinem Meister zurück und Sango macht sich auf die Suche nach ihrem Bruder Kohaku.
Als Kagome kurzzeitig in die Gegenwart zurückkehrt, erfährt sie in der Schule von der Legende von Prinzessin Kaguya. Diese war eine himmlische Jungfrau vom Mond, die von einem Bambusschneider im Wald gefunden wurde. Kaguya stellte ihren Verehrern unlösbare Aufgaben, bevor sie auf den Mond zurückkehrte.
In der Zeit nachdem Naraku besiegt war, begann der Mond jede Nacht als Vollmond zu erscheinen. Mirokus Meister Mushin sieht das als schlechtes Omen und warnt Miroku vor einem Dämon, der die Welt in ewige Nacht hüllen will, was er aus dem Testament von Mirokus Großvater erfahren hat. Als Kagome aus der Gegenwart wieder zurückkommt und mit Inu Yasha und Shippō auf die Suche nach den Juwelensplittern geht, treffen sie auf Kagura und Kanna. Diese verwickeln die Freunde in einen Kampf und Kagura reißt ein Stück von Inuyashas Feuerrattenumhang ab. Als dieser die beiden erledigen will, taucht Kaguya auf und benutzt ihre Fähigkeiten, um Inuyashas Angriff gegen ihn zu richten. Kagome kann verhindern, dass Inu Yasha größeren Schaden nimmt, doch Kaguya bemerkt ihre priesterlichen Kräfte und ihre Zugehörigkeit zu einer anderen Zeit.
Während sich die Freunde nun auf den Weg zu Kaguya machen, stoßen sie auf Akitoki Hōjō, einen Vorfahren eines Mitschülers von Kagome, der eine zeremonielle Robe (羽衣, hagoromo, dt. „Federgewand“) im Vulkan Fuji vernichten soll. Er schließt sich der Gruppe an, auch weil er sich in Kagome verliebt hat.
Als Miroku mit seinem Freund und Diener, dem Dachsyōkai (Tanuki) Hachi, zum Grab seines Großvaters Miatsu reisen um, dort mehr über den Dämon in Erfahrung zu bringen, hören sie von Kaguyas Legende. Mirokus Großvater soll die Prinzessin in einen Spiegel gebannt haben, war jedoch wegen ihrer Schönheit nicht fähig sie zu töten. Ihre Hagoromo wurde einer Familie überlassen, die diese vernichten sollte, sollte Kaguya befreit werden.
Währenddessen stehlen Kagura und Kanna auch Gegenstände von Kohaku und Kikyō. Mit all den Gegenständen, die Kagura und Kanna gestohlen haben, befreien sie Kaguya aus ihrem Spiegel. Als diese ihre Hagoromo sucht, stößt sie auf Inu Yashas Gruppe. Ihr gelingt es Inu Yasha zu besiegen, ihren Hagoromo an sich zu nehmen und Kagome zu entführen.
Daraufhin ziehen Inu Yasha, Miroku, Kohaku und Sango zum Schloss Kaguyas, um Kagome zu befreien und zu verhindern, dass Kaguya mittels einer Zeremonie die Zeit anhält, um so die Welt in ewige Nacht zu hüllen. Es gelingt den Freunden Kagome zu befreien und Inu Yasha kann den Teil seines Umhangs zurückbekommen und so die Zeremonie verhindern. Doch dann schafft Kaguya es, einen Teil von Inu Yashas dämonischer Seite zu wecken, woraufhin er sogar Miroku, der ihn zur Vernunft zu bringen versucht, angreift und schwer verletzt. Erst ein Kuss Kagomes bringt ihn wieder zur Besinnung.
Es kommt heraus, dass Kaguya ein Dämon ist, der die wahre Mondprinzessin verschlungen hat. Bei dem Kampf zwischen Inu Yasha und ihr erscheint Naraku aus dem Körper Kohakus, der seinen Tod nur vorgetäuscht hat. Er will den Dämon Kaguya verschlingen, um stärker zu werden, konnte sie aber nicht selbst besiegen. Er flieht jedoch mitsamt Kanna, Kagura und Kohaku.
Zum Schluss gelingt es, Kaguya gemeinsam endgültig zu töten und ihr Hagoromo wird dem Fujiyama geopfert.

## Synchronisation
Die deutsche Synchronisation wurde vom Münchner Synchronstudios der PPA Film GmbH produziert.
| Rolle            | Japanischer Synchronsprecher (Seiyu) | Deutscher Synchronsprecher |
| ---------------- | ------------------------------------ | -------------------------- |
| Inu Yasha        | Kappei Yamaguchi                     | Dominik Auer               |
| Kagome Higurashi | Satsuki Yukino                       | Ulrike Jenni               |
| Shippō           | Kumiko Watanabe                      | Julia Haacke               |
| Miroku           | Kōji Tsujitani                       | Florian Halm               |
| Sango            | Hōko Kuwashima                       | Angela Wiederhut           |
| Myoga            | Ken’ichi Ogata                       | Walter von Hauff           |
| Sota             | Akiko Nakagawa                       | Beate Pfeiffer             |
| Eri              | Yūki Masuda                          | Claudia Schmidt            |
| Yuka             | Kaori Shimizu                        | Kathrin Gaube              |
| Ayumi            | Nami Okamoto                         | Ute Bronder                |
| Kikyo            | Noriko Hidaka                        | Claudia Lössl              |
| Naraku           | Toshiyuki Morikawa                   | Dieter Landuris            |
| Kohaku           | Akiko Yajima                         | Daniel Schlauch            |
| Hatchi           | Toshihiko Nakajima                   | Michael Rüth               |
| Mushin           | Yuzuru Fujimoto                      | Norbert Gastell            |
| Akitoki Hojo     | Yūji Ueda                            | Jan Makino                 |
| Kaguya           | Mieko Harada                         | Simone Brahmann            |

## Veröffentlichung
InuYasha – The Castle Beyond the Looking Glass kam am 21. Dezember 2002 in die japanischen Kinos und spielte dort 1,05 Milliarden Yen ein. Der Film erschien unter anderem auch auf Englisch, Spanisch und Italienisch.
Der Film ist bei Red Planet im März 2006 in Deutschland auf DVD erschien. Die Synchronisation des Filmes wie auch der anderen drei Inu-Yasha-Filme wurde von Red Planet gemeinsam mit dem InuYasha-FanProjekt (IYFP), einem Internetfanprojekt, erstellt. Da das IYFP an allen Phasen der Synchronisation beteiligt war, unterscheidet sich die Fassung der Filme trotz gleicher Sprecher deutlich von der Anime-Serie.

## Hintergrund
Die Prinzessin Kaguya ist einem alten japanischen Märchen entliehen. Kaguya wird wegen eines Krieges als Baby auf die Erde geschickt und wächst bei einem Bambusschneider auf. Wegen ihrer Schönheit hatte sie viele Verehrer, doch lehnte sie alle ab, da sie ihre Aufgaben nicht lösen konnten. Die Gegenstände, die sie von den Verehrern zu finden verlangt werden bei Inu Yasha als diejenigen verwandt, die benötigt werden um Kaguya aus dem Spiegel zu befreien. Als der Krieg im Himmel endete, kehrte Kaguya zurück. Die Sage fand unter anderem auch in Sailor Moon Verwendung.
Der Film beruht auch auf einer Geschichte, die von einer heiligen Jungfrau (Tennyō) erzählt. Diese würde auf der Erde erscheinen, um in heißen Quellen zu baden. Ein Mann stahl ihr zeremonielles Gewand (Hagoromo) und sie konnte nicht in den Himmel zurück. Daher heiratete sie den Dieb. So bekam sie ihr Gewand zurück und konnte wieder in den Himmel zurückkehren.
Diese Geschichte wird in vielen anderen Animes und Mangas verwendet und ist in unterschiedlichen Versionen in großen Teilen Asiens und auch in Europa als Sage der Schwanenjungfrauen verbreitet.

## Rezeption
Laut der Fachzeitschrift AnimaniA könnten sich Fans „über eine gesunde Fantasy-Action-Mischung freuen.“ Die Geschichte wirke ausgefeilter als beim ersten Film und warte mit einem romantischen Höhepunkt auf. Auch die deutsche Umsetzung mithilfe des IFYP wurde gelobt.